# A10-es autópálya (Hollandia)
Az A10-es autópálya (hollandul: Rijksweg 10) egy 32 km hosszú autópálya Hollandiában.

## Képgaléria

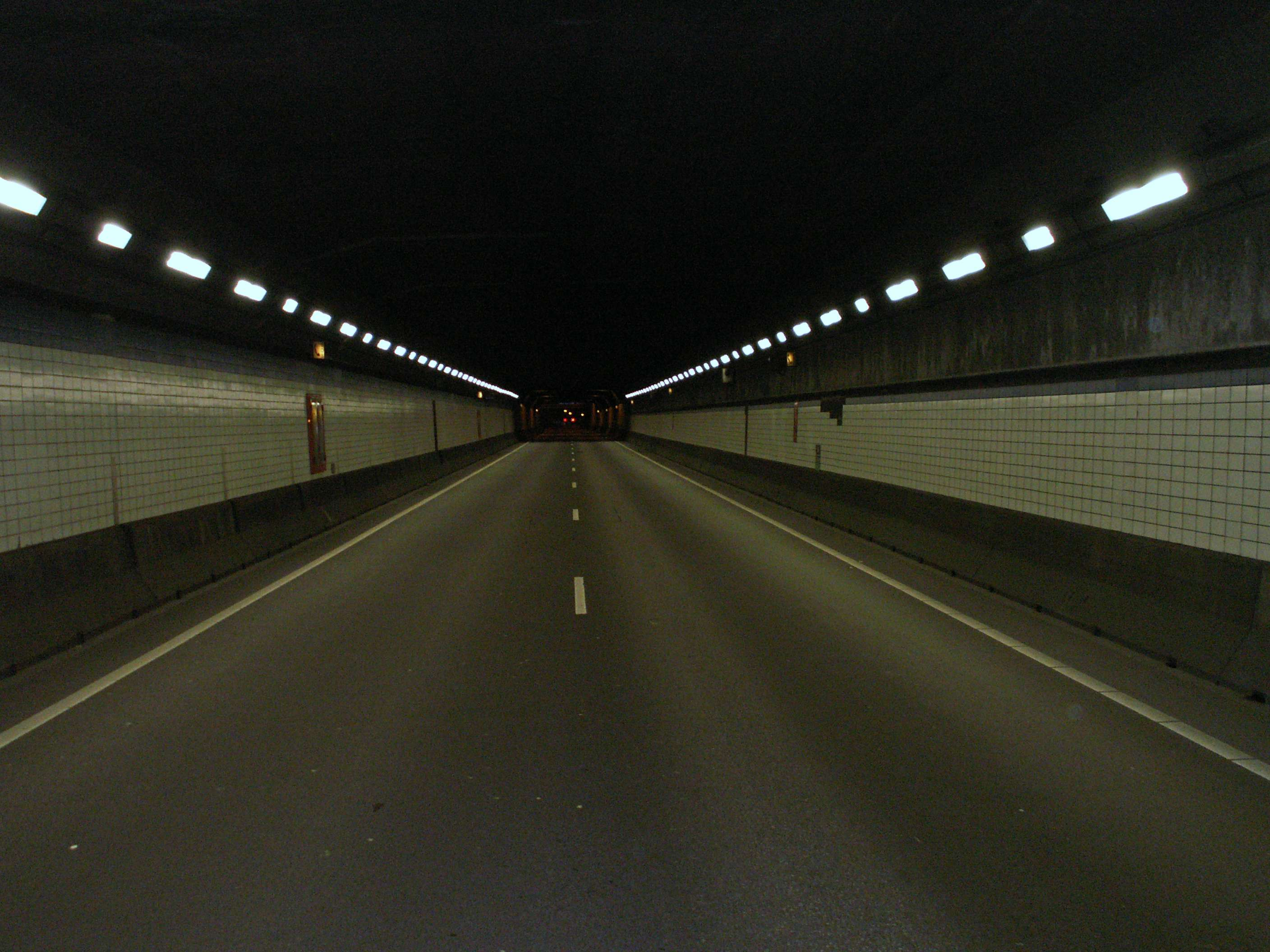
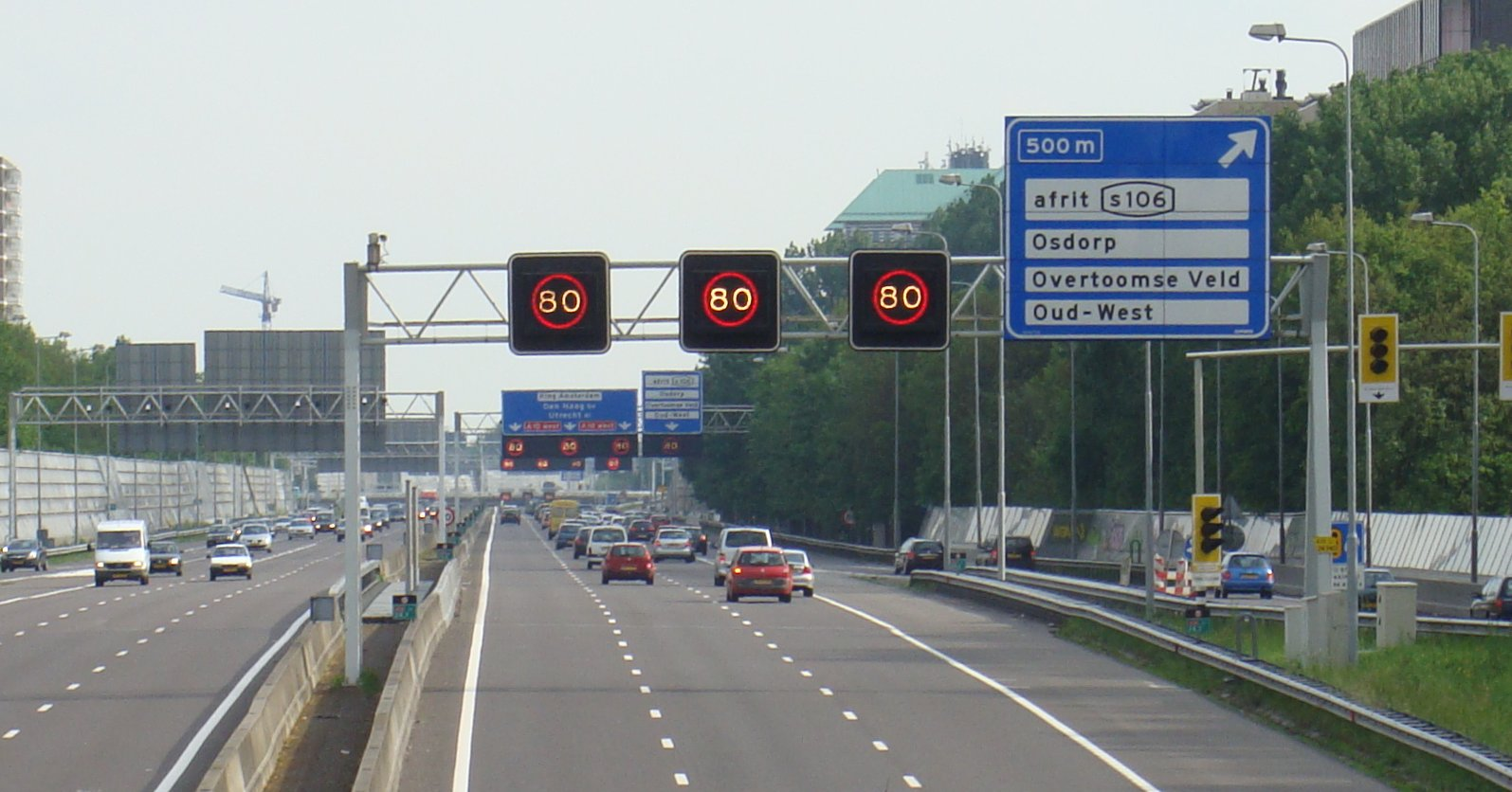
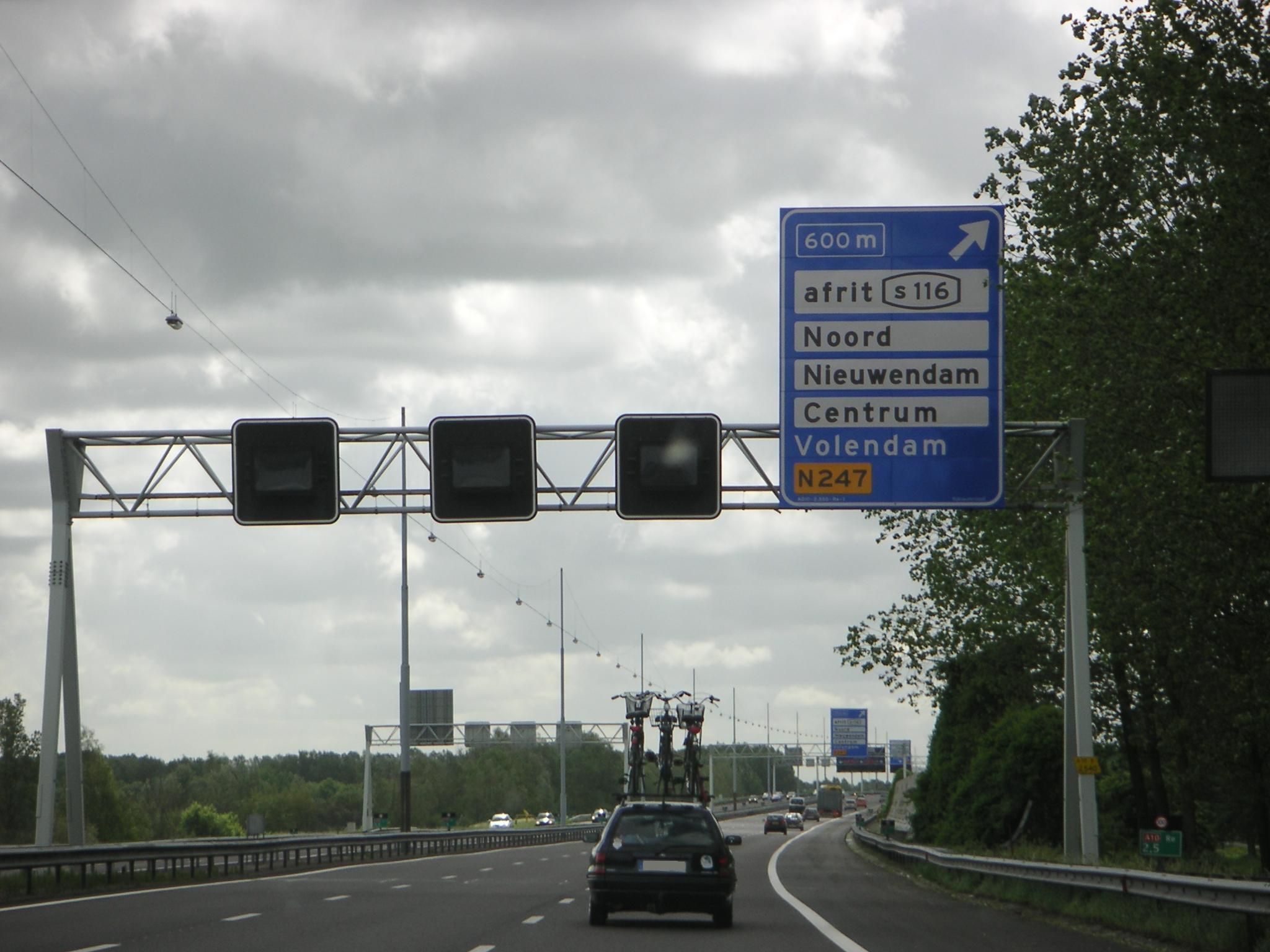
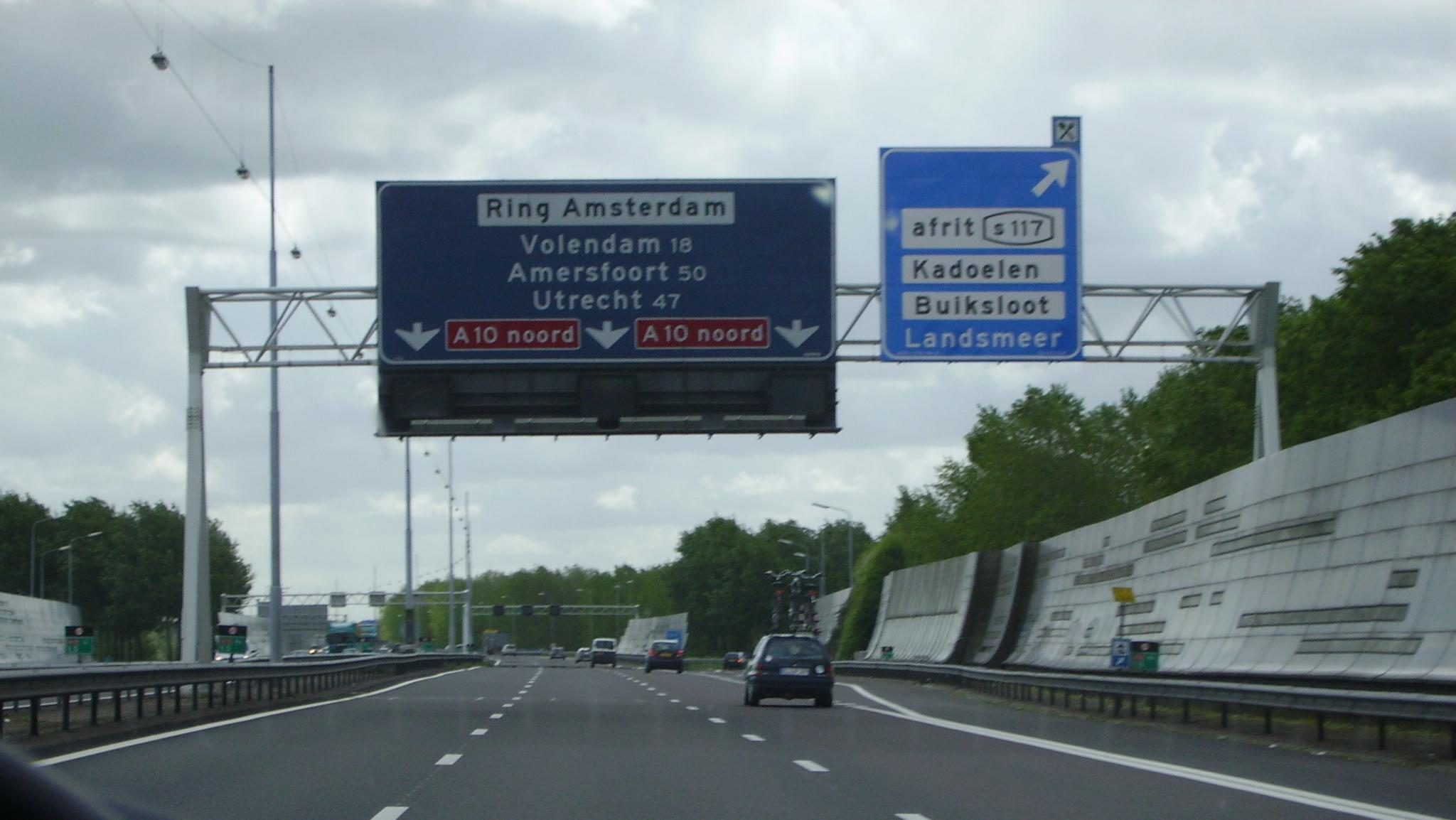